# Utemöbler

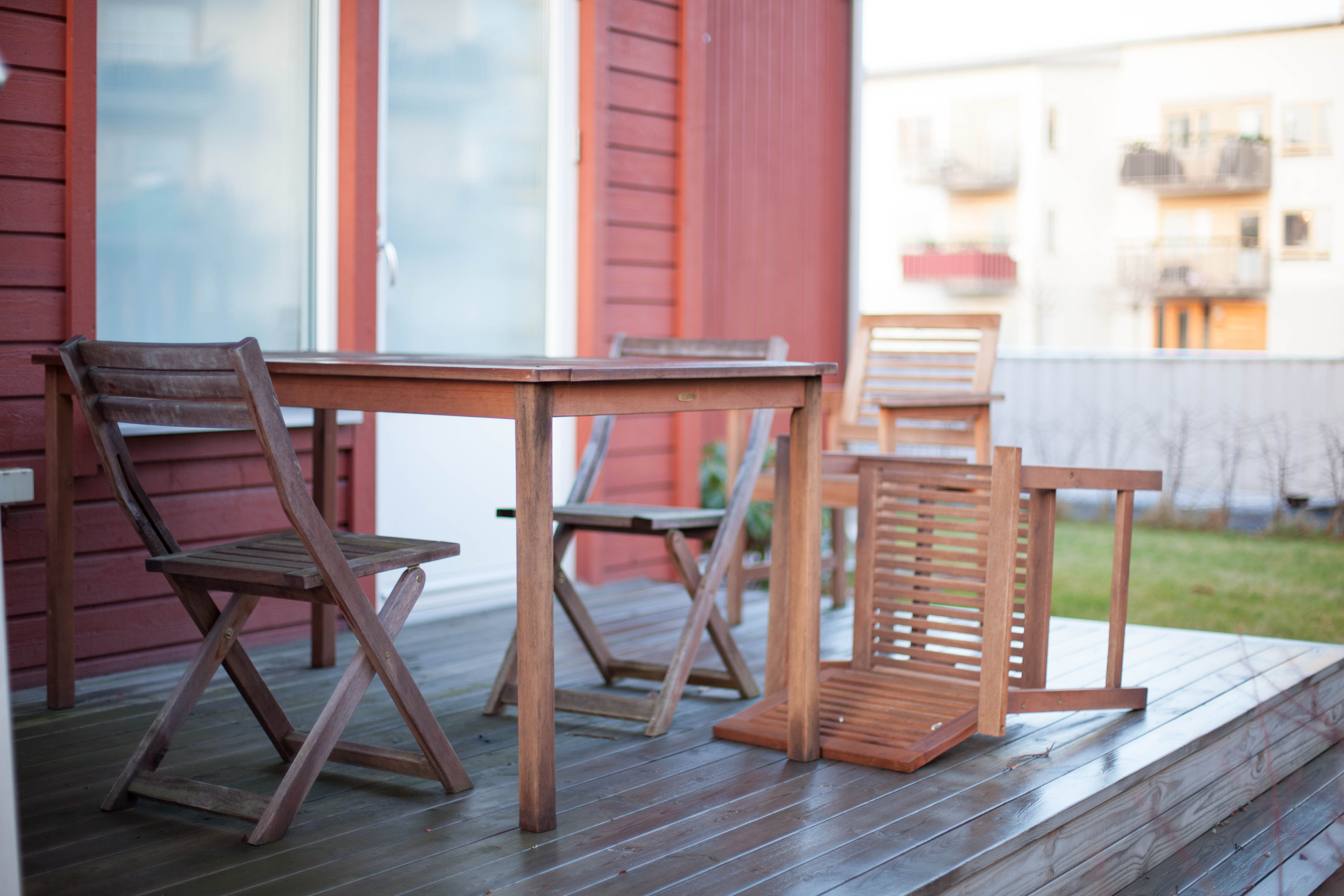
Utemöbler.

Utemöbler, utomhusmöbler eller trädgårdsmöbler är, som namnet antyder, möbler som man har ute i trädgården, på altanen eller på balkongen. Trädgårdsmöbler är ofta gjorda i slitstarka material för att tåla olika väder. De vanligaste materialen är trä, plast eller stål som har behandlats med diverse medel som avvisar vatten och förhindrar slitage. Några exempel på utemöbler är stolar, bord, pallar, bänkar och förvaringskistor för sittdynor. En parasoll kan räknas som en trädgårdsmöbel.
Trädgårdsmöbler kan vanligtvis vikas ihop eller staplas på varandra för att ta minimal plats när de förvaras i förråd på vintern.
Ordet utemöbler är belagt i svenska språket sedan 1959.

## Övrigt
Ett sätt att komma ihåg om man ska ställa fram eller bak tiden när vi övergår till sommartid är att tänka "nu ställer vi fram trädgårdsmöblerna" och när vi återgår till normaltid "ställer vi tillbaka trädgårdsmöblerna".